# Vegachí
Vegachi este un municipiu din departamentul Antioquia, Columbia.